# Winter-Paralympics 2014/Skilanglauf
Bei den XI. Winter-Paralympics 2014 wurden zwischen dem 9. und 16. März 2014 im Laura Biathlon- und Skilanglaufzentrum, einer Anlage, die auf dem Psechako-Bergkamm (Chrebet Psechako) bei Krasnaja Poljana errichtet wurde, zwanzig Wettbewerbe im Skilanglauf ausgetragen. Der Name „Laura“ kommt von einem wilden Gebirgsfluss des Kaukasus.

## Medaillenspiegel
| Medaillenspiegel Skilanglauf (Endstand nach 20 Entscheidungen) |                    |      |        |        |        |
| Platz                                                          | Land               | Gold | Silber | Bronze | Gesamt |
| 1                                                              | Russland           | 12   | 9      | 11     | 32     |
| 2                                                              | Kanada             | 4    | 0      | 0      | 4      |
| 3                                                              | Ukraine            | 1    | 6      | 3      | 10     |
| 4                                                              | Schweden           | 1    | 2      | 1      | 4      |
| 5                                                              | Norwegen           | 1    | 0      | 1      | 2      |
| 6                                                              | Deutschland        | 1    | 0      | 0      | 1      |
| 7                                                              | Vereinigte Staaten | 0    | 2      | 1      | 3      |
| 8                                                              | Finnland           | 0    | 1      | 0      | 1      |
| 9                                                              | Frankreich         | 0    | 0      | 2      | 2      |
| 9                                                              | Weißrussland       | 0    | 0      | 1      | 1      |

## Frauen
| Disziplin             | Klasse       | Gold                          | Gold    | Silber            | Silber  | Bronze                | Bronze  |
| 9. März               | 9. März      | 9. März                       | 9. März | 9. März           | 9. März | 9. März               | 9. März |
| --------------------- | ------------ | ----------------------------- | ------- | ----------------- | ------- | --------------------- | ------- |
| 12 km Freistil        | sitzend      | Ljudmyla Pawlenko             | 38:54,3 | Oksana Masters    | 39:16,0 | Swetlana Konowalowa   | 39:49,8 |
| 10. März              |              |                               |         |                   |         |                       |         |
| 15 km klassisch       | sehbehindert | Jelena Remisowa               | 49:10,2 | Michalina Lyssowa | 50:47,5 | Jadwiha Skarabahataja | 55:46,5 |
| 15 km klassisch       | stehend      | Helene Ripa                   | 49:49,2 | Julija Batenkowa  | 49:53,1 | Anna Milenina         | 51:27,3 |
| 12. März              |              |                               |         |                   |         |                       |         |
| 1 km Sprint klassisch | sehbehindert | Michalina Lyssowa             | 4:19,11 | Jelena Remisowa   | 4:24,93 | Oksana Schyschkowa    | 4:37,91 |
| 1 km Sprint klassisch | sitzend      | Mariann Vestbøstad Marthinsen | 2:30,61 | Tatyana McFadden  | 2:35,22 | Marta Sainullina      | 2:37,89 |
| 1 km Sprint klassisch | stehend      | Anna Milenina                 | 4:37,72 | Julija Batenkowa  | 4:39,63 | Aljona Kaufman        | 4:44,93 |
| 16. März              |              |                               |         |                   |         |                       |         |
| 5 km klassisch        | sehbehindert | Jelena Remisowa               | 13:23,8 | Michalina Lyssowa | 13:27,7 | Julija Budalejewa     | 13:28,6 |
| 5 km klassisch        | sitzend      | Andrea Eskau                  | 16:08,6 | Ljudmyla Pawlenko | 16:27,0 | Oksana Masters        | 17:04,8 |
| 5 km klassisch        | stehend      | Anna Milenina                 | 13:31,9 | Julija Batenkowa  | 13:44,4 | Oleksandra Kononowa   | 13:46,9 |

## Herren
| Disziplin             | Klasse       | Gold               | Gold    | Silber                 | Silber  | Bronze                 | Bronze  |
| 9. März               | 9. März      | 9. März            | 9. März | 9. März                | 9. März | 9. März                | 9. März |
| --------------------- | ------------ | ------------------ | ------- | ---------------------- | ------- | ---------------------- | ------- |
| 15 km Freistil        | sitzend      | Roman Petuschkow   | 40:51,6 | Irek Saripow           | 41:55,1 | Alexander Dawidowitsch | 42:08,6 |
| 10. März              |              |                    |         |                        |         |                        |         |
| 20 km klassisch       | sehbehindert | Brian McKeever     | 52:37,1 | Stanislaw Tschochlajew | 53:43,3 | Zebastian Modin        | 56:34,9 |
| 20 km klassisch       | stehend      | Ruschan Minnegulow | 50:55,1 | Ilkka Toumisto         | 51:31,5 | Wladislaw Lekomzew     | 51:44,6 |
| 12. März              |              |                    |         |                        |         |                        |         |
| 1 km Sprint klassisch | sehbehindert | Brian McKeever     | 3:32,51 | Zebastian Modin        | 3:37,04 | Oleg Ponomarjow        | 3:32,93 |
| 1 km Sprint klassisch | sitzend      | Roman Petuschkow   | 2:05,78 | Grigori Murygin        | 2:08,67 | Maksym Jarowyj         | 2:07,59 |
| 1 km Sprint klassisch | stehend      | Kirill Michailow   | 3:43,99 | Ruschan Minnegulow     | 3:40,05 | Wladislaw Lekomzew     | 3:39,25 |
| 16. März              |              |                    |         |                        |         |                        |         |
| 10 km Freistil        | sehbehindert | Brian McKeever     | 23:18,1 | Stanislaw Tschochlajew | 23:25,1 | Thomas Clarion         | 24:14,9 |
| 10 km Freistil        | sitzend      | Chris Klebl        | 30:52,0 | Maksym Jarowyj         | 31:06,5 | Grigori Murygin        | 31:18,2 |
| 10 km Freistil        | stehend      | Alexander Pronkow  | 23:59,9 | Wladimir Kononow       | 24:00,7 | Wladislaw Lekomzew     | 24:06,5 |

## Staffel
| Disziplin          | Klasse   | Gold                                                                   | Gold     | Silber                                                       | Silber   | Bronze                                                  | Bronze   |
| 15. März           | 15. März | 15. März                                                               | 15. März | 15. März                                                     | 15. März | 15. März                                                | 15. März |
| ------------------ | -------- | ---------------------------------------------------------------------- | -------- | ------------------------------------------------------------ | -------- | ------------------------------------------------------- | -------- |
| 4 × 2,5-km-Staffel | Mixed    | Swetlana Konowalowa Aljona Kaufman Jelena Remisowa Nikolai Poluchin    | 27:35,6  | Helene Ripa Zebastian Modin                                  | 27:44,3  | Mariann Vestbøstad Marthinsen Nils-Erik Ulset Eirik Bye | 27:53,6  |
| 4 × 2,5-km-Staffel | Offen    | Wladislaw Lekomzew Ruschan Minnegulow Grigori Murygin Roman Petuschkow | 24:22,8  | Olena Jurkowska Wytalyj Lukjanenko Ihor Reptjuch Jurij Utkin | 25:17,9  | Thomas Clarion Benjamin Daviet                          | 25:30,3  |